# 新田镇 (宜春市)
新田镇，是中华人民共和国江西省宜春市袁州区下辖的一个乡镇级行政单位。2016年6月修筑的宜慈公路经过該鎮。2009年底，宜春市袁州区的新田乡改设为镇。2010年3月，新田乡举办了撤乡设镇挂牌仪式。

## 行政区划
新田镇下辖以下地区：
新田村、龙源村、杨芽村、射鹏村、下桥村、下山村、施家村、安祖塅村、镜源村、灿塘霞村、里光村、白竹村、台洲村和邬家村。